# شهرستان فانتن (ایندیانا)
شهرستان فانتن، ایندیانا (به انگلیسی: Fountain County, Indiana) شهرستانی در ایالات متحده آمریکا است که در ایندیانا واقع شده‌است.

## نگارخانه

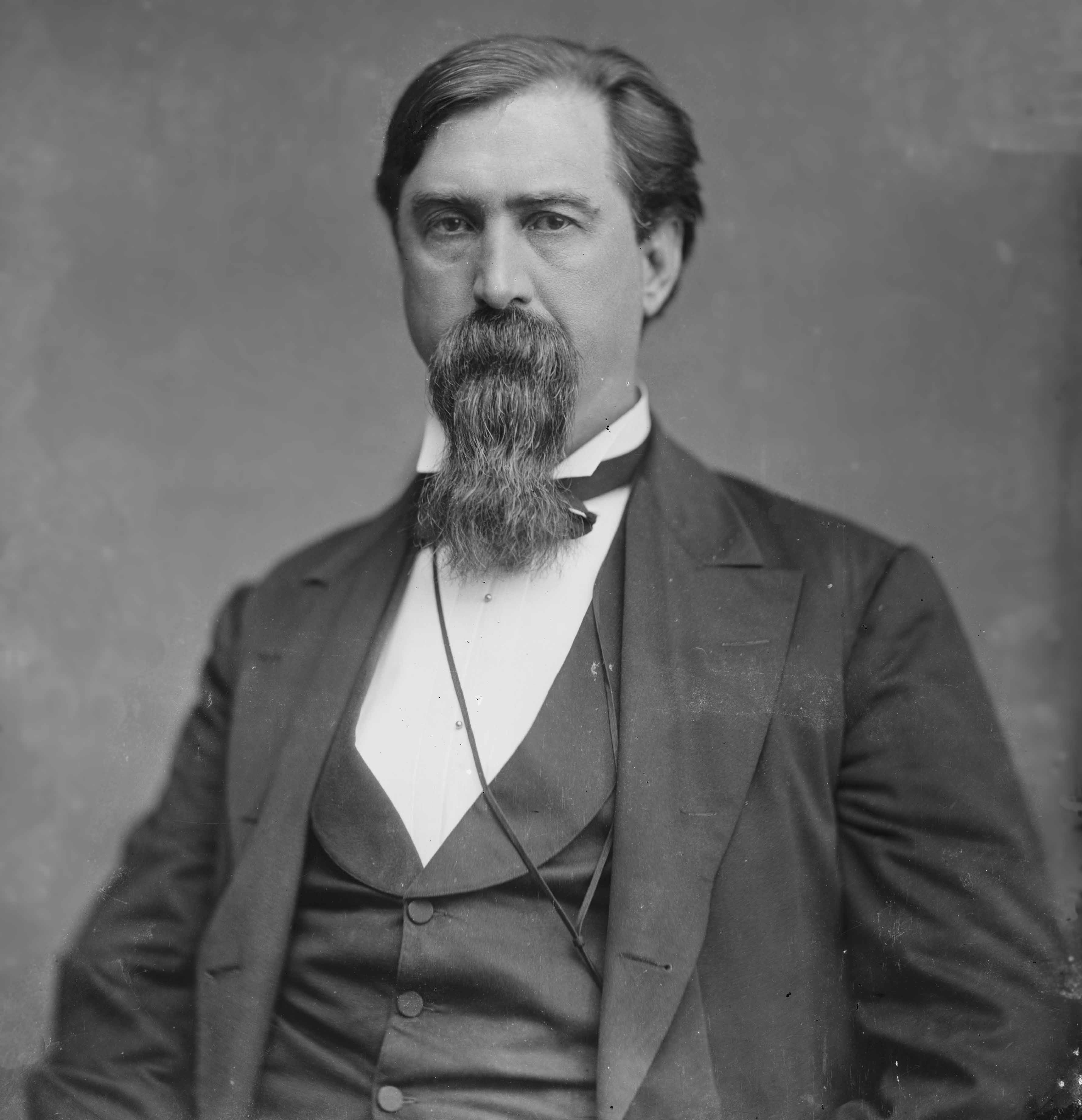
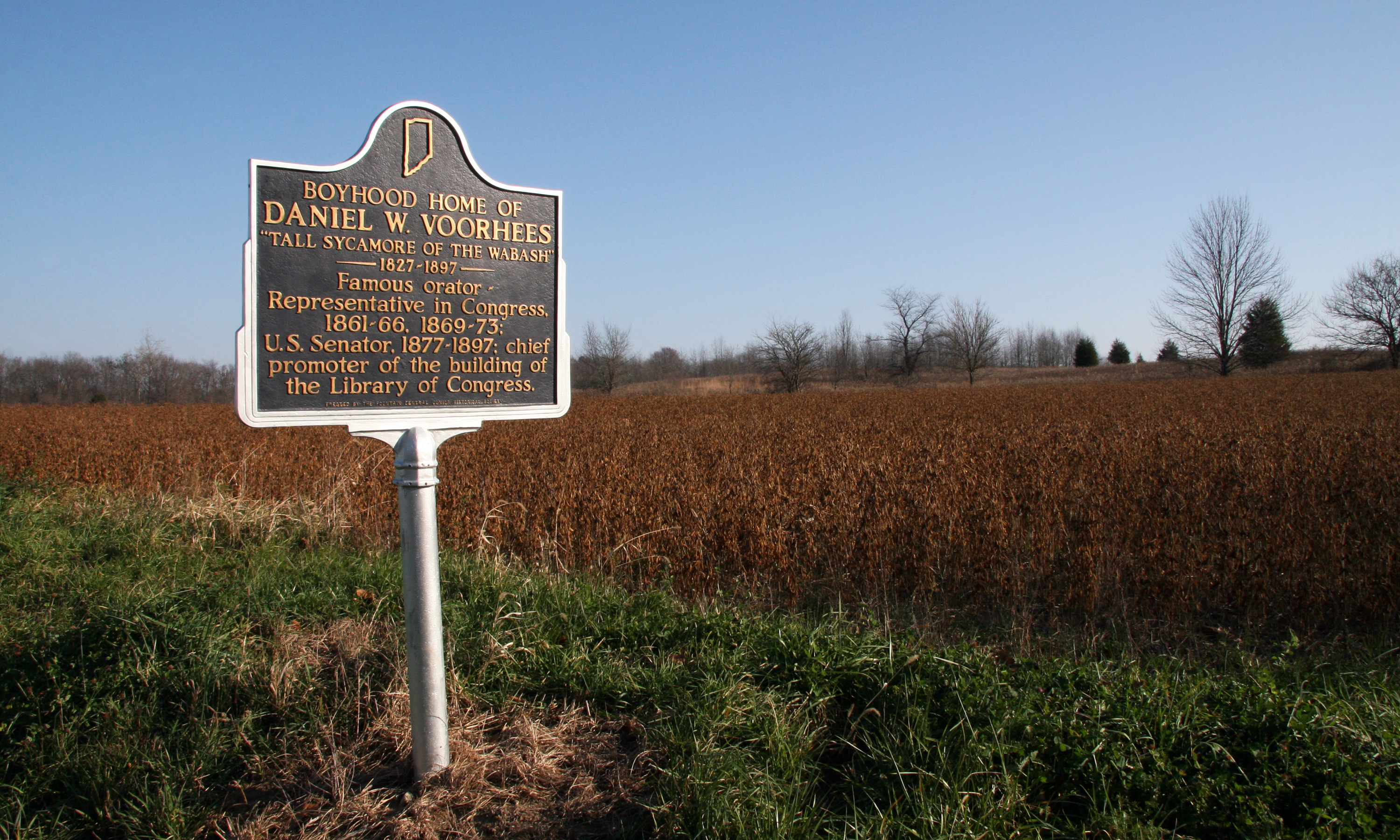
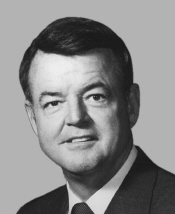